# Chácaras e quintais
Chácaras e quintais foi uma revista brasileira voltada para o campo.
Com linguagem de fácil entendimento pelos leigos, trazia artigos de cunho científico. Nela muitos pesquisadores publicavam seus artigos.

## História
Ela foi criada em 1909 pelo conde italiano Amadeu Amadei Barbiellini (1877-1955), que chegara ao Brasil em 1907 com sua esposa Ana e uma filha (tendo mais tarde outros 10 filhos em solo brasileiro). Acabou por naturalizar-se brasileiro. Veio ao Brasil a convite do médico sanitarista Oswaldo Cruz para ajudar na pesquisa de uma vacina contra a febre amarela, uma vez que sua especialidade era em entomologia (ramo da zoologia que estuda insetos) e a doença era transmitida por um mosquito. Fundou inicialmente a revista Entomologista Brasileiro em 1907.
Preocupado com a carência de informação ao pequeno e médio agricultor, funda dois anos depois, a revista Chácaras e quintais  (ou Chacaras e quintaes). Ela foi publicada mensalmente de 1910 a 1969, com especial interesse em apoiar os pequenos e médios agricultores, defendendo uma política governamental de apoio técnico e financeiro a eles. Já tinha naquela época também a preocupação com o uso sustentável do solo e dos recursos naturais bem como o desenvolvimento de combustíveis alternativos, oriundos da cana-de-açúcar e mandioca.[carece de fontes?]
Teve sua vida editorial extinta em 1971, dando origem a duas outras publicações: Avicultura Industrial e Suinocultura industrial.

## Conteúdo
Considerada um sucesso na época, circulava mensalmente com cerca de 130 páginas. Trazia, além de propagandas direcionadas ao campo, respostas a perguntas dos leitores, artigos originais de cientistas e especialistas em agricultura e pecuária e notícias ligadas ao mundo agropecuário, e história da agricultura.
Entre as propagandas estavam anúncios de chocadeiras, ferramentas, máquinas e medicamentos para animais. 
Com relação às respostas aos leitores, cientistas renomados esclareciam as dúvidas de chacareiros e fazendeiros de diversas partes do país. Dentre estes cientistas estavam:
- Arthur Neiva (elaborou o primeiro código sanitário do Brasil e estabeleceu a vacinação obrigatória)
- Henrique Aragão (pioneiro na medicina tropical, recebeu a medalha Nocth do Instituto de Medicina Tropical de Hamburgo, entre outros méritos)[6]
- Ângelo Moreira da Costa Lima (colaborou no combate à febre amarela no Pará)[7]
- Vital Brasil (trabalhou no combate à peste bubônica, tifo, varíola, febre amarela e desenvolvedor do soro antiofídico)
- Renato Kehl (farmacêutico e médico, diretor médico da química Bayer) [8]
- Entre outros.

Estes mesmos cientistas também publicavam artigos na revista sobre veterinária, entomologia agrícola, controle de pragas e ofidismos.
Este envolvimento de pesquisadores científicos em uma revista para agricultores dá-se não somente pelo fato de seu fundador ser um entomologista, mas como também pela adoção em suas pesquisas científicas do paradigma da medicina pastoriana. Este paradigma estabelecia, muitas vezes, relação entre as doenças humanas e doenças animais. Algumas pesquisas identificavam nos insetos a transmissão e causa de algumas doenças humanas, de doenças animais assim como de pragas na lavoura. Assim as pesquisas que estes cientistas desenvolveram para as instituições que trabalhavam (Instituto Oswaldo Cruz, Instituto Pasteur de São Paulo, Instituto Butantan) também interessavam aos agricultores.
Em sua fase áurea, nos anos 40, chegou a ter 200 mil assinantes e a receber 500 cartas por dia. Presenteava brindes à seus assinantes como almanaques e bolsas, assim como promovia concursos (de flores, de avicultura, suinocultura). A revista esteve presente em outros países também, como Argentina, Uruguai, Portugal e nas colônias portuguesas.

A coleção completa de Chácaras e Quintais pode ser consultada na Biblioteca de Ciências Biomédicas da Fiocruz. 